# Bangalore Golf Club
De Bangalore Golf Club is een golfclub in Bangalore, Karnataka, India. Hij werd op 24 juni 1876 opgericht en is na de Royal Calcutta Golf Club de oudste golfclub in India. De baan ligt op een hoogte van 870 meter.
De oorspronkelijke baan had 12 holes, er waren nog geen greens maar browns (van zand met olie) omdat er weinig water was.
In 1878 deed de club al mee aan inter-club competitie samen met Mysore, dat in die tijd alleen te paard te bereiken was.
Later werd er een groot waterproject aangelegd, hetgeen drie jaar duurde. De baan werd vervolgens door Peter Thompson uitgebreid tot 18 holes, hetgeen ook nog eens vier jaar duurde. De baan heeft een par van 71 en er is nu ook een compacte par-3 baan. De club is geheel met de tijd meegegaan. Er is een fitness club en een bridgekamer. 
Met steun van de overheid, die inziet dat golf een toeristische trekpleister is, wordt een tweede 18 holesbaan aangelegd door Paul Ryan. In 2011 werden de eerste negen holes geopend.
Om Bangalore zijn verder nog vier golfbanen, waarvan er drie alleen voor militairen zijn. De club heeft zoveel leden dat er een wachtlijst is van vijftien jaar.

## Trivia
- In het logo van de club is een kraai met een bal in zijn bek, terecht, want het komt regelmatig voor dat een kraai een golfbal wegpakt.
- India heeft anno 2012 ongeveer 100.000 golfers en nog geen 200 golfbanen.